# Sân bay quốc tế Simón Bolívar
Sân bay quốc tế Simón Bolívar (IATA: CCS, ICAO: SVMI), cũng được gọi là Sân bay quốc tế Maiquetia (tiếng Tây Ban Nha: Aeropuerto Internacional de Maiquetia Simón Bolívar), tọa lạc tại Maiquetía, Venezuela, các trung tâm Caracas 13 dặm. Dân địa phương gọi là "Maiquetia", đây là sân bay quan trọng nhất trong 12 sân bay quốc tế của Venezuela. Đây là trung tâm hoạt động của hãng Aeropostal. Kể từ năm 1960, nó là trung tâm của  VIASA, hãng hàng không quốc gia của Venezuela trước đây đã phá sản năm 1997.

## Thống kê
Số lượng hành khách thông qua
- 2005: 7,079,634
- 2006[1]: 6,772,583
- 2007[1]: 8,357,446
- 2008: 8,722,295
- 2009: 8,763,461

## Nhà ga, hãng hàng không và điểm đến
Sân bay gồm hai nhà ga: Nhà ga nội địa (D); nhà ga quốc tế (I).
| Hãng hàng không                       | Các điểm đến | Nhà ga |
| ------------------------------------- | --- | ------ |
| Aerolíneas Argentinas                 | Buenos Aires-Ezeiza | I      |
| Aeropostal Alas de Venezuela          | Barquisimeto, Maracaibo, Maturin, Porlamar, Port-of-Spain, Puerto Ordaz | D,I    |
| AeroRepublica                         | Medellín | I      |
| Air Canada                            | Toronto-Pearson | I      |
| Air Europa                            | Madrid | I      |
| Air France                            | Paris-Charles de Gaulle | I      |
| Alitalia                              | Rome-Fiumicino | I      |
| American Airlines                     | Dallas/Fort Worth, Miami, San Juan | I      |
| Aserca Airlines                       | Barcelona (VE), Barquisimeto, Maracaibo, Maturín, Porlamar, Puerto Ordaz, San Antonio del Tachira, Valencia                                                                                                 | D, I   |
| Avianca                               | Bogotá | I      |
| Avior Airlines                        | Aruba, Barcelona (VE), Barinas, Barquisimeto, Curaçao, Porlamar | D, I   |
| Caribbean Airlines                    | Port of Spain | I      |
| Continental Airlines                  | Houston-Intercontinental | I      |
| Conviasa                              | Barcelona (VE), Barinas, Buenos Aires-Ezeiza, Coro, Damascus, El Vigia, La Fria, Las Piedras, Maracaibo, Maturín, Porlamar, Puerto Ayacucho, Puerto Ordaz, Santo Domingo (VE), Tehran-Imam Khomeini, Valera | D, I   |
| Copa Airlines                         | Thành phố Panama | I      |
| Cubana de Aviación                    | La Habana | I      |
| Dutch Antilles Express                | Aruba, Curaçao | I      |
| Delta Air Lines                       | Atlanta | I      |
| Gol Airlines điều hành bởi Varig      | Aruba, Punta Cana, Rio de Janeiro-Galeão, São Paulo-Guarulhos | I      |
| Iberia                                | Madrid | I      |
| LAN Airlines                          | Miami, Santiago de Chile | I      |
| LAN Airlines điều hành bởi LAN Perú   | Lima | I      |
| LASER Airlines                        | Porlamar, Merida (El Vigia Airport) | D      |
| Lufthansa                             | Frankfurt | I      |
| RUTACA Airlines                       | Barinas, Ciudad Bolívar, Maturin, Porlamar, Puerto Ordaz, San Antonio del Táchira, Santo Domingo (VE), Valera                                                                                               | D      |
| SBA Airlines                          | Aruba, Curacao, El Vigía, Funchal, Guayaquil, Las Piedras, Madrid, Miami, Panama City, Quito, Tenerife-North                                                                                                | D, I   |
| TACA Airlines/LACSA                   | San José (CR) | I      |
| TACA Airlines điều hành bởi TACA Peru | Lima | I      |
| TAM Airlines                          | Rio de Janeiro-Galeão, São Paulo-Guarulhos | I      |
| TAP Portugal                          | Funchal, Lisbon, Porto | I      |
| Venezolana                            | Aruba, Cumaná, El Vigía, Maracaibo, Maturín, Panama City, Porlamar, Santo Domingo | D, I   |

### Nhà ga hàng hóa

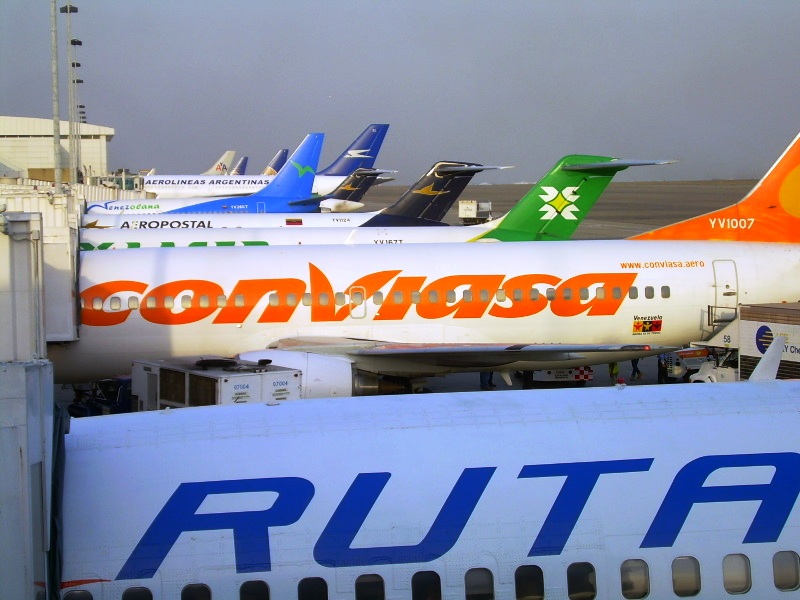
Sân bay nhìn từ nhà ga nội địa

| Hãng hàng không        | Các điểm đến                                                        |
| ---------------------- | ------------------------------------------------------------------- |
| DHL Aviation           | Port of Spain                                                       |
| Sky Lease Cargo        | Lima                                                                |
| Solar Cargo            | Barbados, Bogota, Curacao, Guatemala City, Lima, Panama, Punta Cana |
| Vensecar Internacional | Aruba, Bogota, Curacao, Panama                                      |